# Державний соціалізм
Держа́вний соціалі́зм — має різні значення, але, як правило, описується як економічна система з обмеженим числом соціалістичних характеристик, у тому числі державна власність в основних галузях промисловості, заходи щодо виправлення становища в інтересах робітничого класу, і поступовий процес розвитку соціалізму через державну політику. Крім того, він використовується для класифікації будь-якого різноманіття соціалістичної філософії та ідеології, яка закликає до власності на засоби виробництва державним апаратом, або як перехідний етап між капіталізмом і соціалізмом, або як кінцева мета сама по собі.

## Класифікація
В історії економічних вчень та політології — класифікаційна група, в яку відносяться теорії переходу до соціалізму здійснюваного шляхом приватних реформ, активного втручання держави в економіку і соціальні відносини, одержавлення засобів виробництва тощо, не припускаючи зміни основ реформованого ладу. Одна з назв економічної політики канцлера Бісмарка; назва відповідного течії думки в рамках німецької історичної школи в економіці (К. Родбертуса і Ф. Лассаля), а також аналогічних шкіл наукового думки Росії і інших країн в останній третині XIX — першій половині XX століття, що передують інституціоналізму.
У радянології (перш за все, в англомовних джерелах; англ. State socialism, State-socialism) — термін, що відноситься до практики соціалістичного будівництва в СРСР і соціалістичних країнах з 1917 року, до політичної економії соціалізму, до державно-політичного устрою соціалістичних держав тощо.
У цьому значенні термін «державний соціалізм» зустрічається в роботах деяких зарубіжних совєтологів, які в силу обмеженості горизонту своїх досліджень вживали це словосполучення, ігноруючи значення наукової категорії, вже усталене протягом понад століття в історії економічної думки і політології, і має широку практику вживання у відповідній літературі.
«Державний соціалізм» в вихідному, науково-історичному розумінні терміну не має істотних перетинів з «державним соціалізмом» як синонімом практики соціалістичного будівництва. Навпаки, в наявності якісна різниця по принципово важливим критеріям:
1. Антагонізм економіко-теоретичних основ. Державний соціалізм як течія економічної думки, що примикає до навчань німецької, російської та інших шкіл історико-економічної думки — об'єкт непримиренної критики з боку марксизму, ідеї якого лежать в основі практики соціалістичного будівництва в СРСР і соціалістичних країнах.
2. Корінні відмінності політичної практики. Державний соціалізм як економічна політика (зазвичай асоціюється з ім'ям Отто фон Бісмарка, але знаходить продовження в XX столітті в багатьох країнах світу, логічно завершуючи «шведською моделлю соціалізму») заснований на політичному принципі «класової гармонії», в той час як соціалістичне будівництво в СРСР та інших країнах передбачало як одну з передумов ліквідацію найбільших експлуататорських класів.
Можливі збіги позитивних або негативних результатів здійснення державного соціалізму в обох варіантах застосування терміна не носять системного характеру, і пояснюються не генетичним спорідненістю обох теоретичних і соціально-економічних систем, а більш глибинними загальноцивілізаційними закономірностями. У деяких випадках ці збіги (наприклад, у соціальній політиці) історично були обумовлені запозиченням з боку Заходу окремих досягнень соціалізму в частині розширення соціальних прав і гарантій (безкоштовну охорону здоров'я і вищу освіту, державне житло, соціальне страхування і забезпечення, гарантії зайнятості і забезпечення права на працю).